# STS-80
STS-80 (ang. Space Transportation System) – dwudziesta pierwsza misja amerykańskiego wahadłowca kosmicznego Columbia i osiemdziesiąty lot programu lotów wahadłowców. Misja trwała ponad siedemnaście dni.

## Załoga
źródło
- Kenneth Cockrell (3)*, dowódca (CDR)
- Kent Rominger (2), pilot (PLT)
- Tamara „Tammy” Jernigan (4), specjalista misji (MS1)
- Thomas D. Jones (3), specjalista misji (MS2)
- Franklin „Story” Musgrave (6), specjalista misji (MS3)

*(liczba w nawiasie oznacza liczbę lotów odbytych przez każdego z astronautów)

## Parametry misji
- Masa:
  - startowa orbitera: - kg
  - lądującego orbitera: - kg
  - ładunku: 13 006 kg
- Perygeum: 318 km[3]
- Apogeum: 375 km[3]
- Inklinacja: 28,5°[3]
- Okres orbitalny: 91,5 min[3]

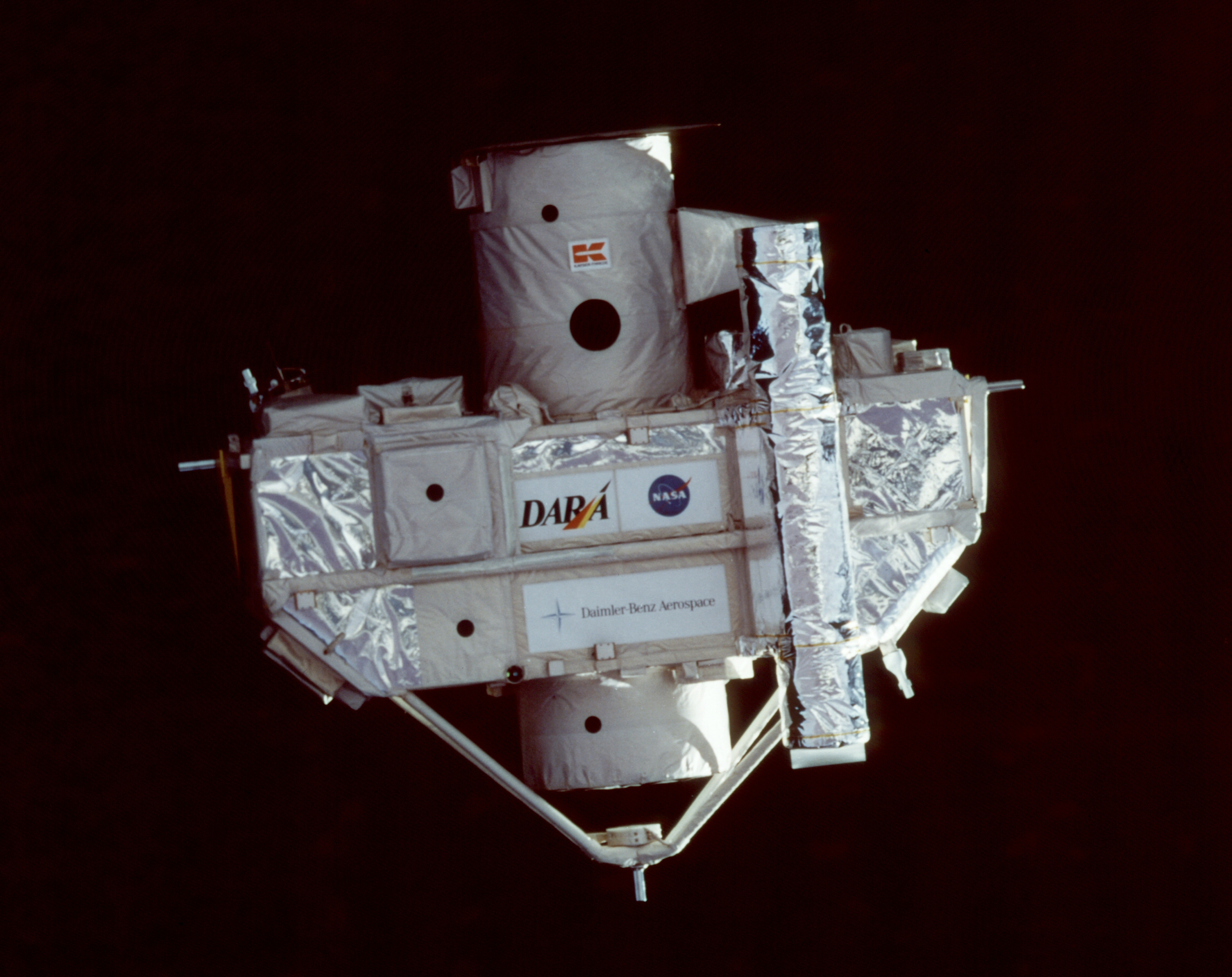
Zdjęcie ORFEUS-SPAS II z pokładu Columbii

## Cel misji
- Umieszczenie na orbicie, a następnie przechwycenie swobodnie latających platform badawczych ORFEUS-SPAS II (Orbiting Retrievable Fal and Extreme Ultraviolet Spectrometr) oraz WSF-3 (Wake Shield Facility)[2].
 Platforma SPAS II (Shuttle Pallet Satellite) była wykorzystana do badań naukowych. Do jej umieszczenia poza lukiem promu służył manipulator wahadłowca. Kosmiczny spacer nie był potrzebny[4].

Dwa zaplanowane spacery kosmiczne nie doszły do skutku z powodu problemu z otwarciem luku śluzy powietrznej.